# Аскетизам
Аскетизам или аскеза, подвижништво (грч. ἄσκησις — аскезис — „вежба”, „подвиг”) је начин живота који се састоји у одрицању од страсти и телесних прохтева, како би се стицањем врлина постигло духовно прочишћење, односно стање бестрашћа. 
У ширем смислу, аскетизам или подвижништво представља филозофију која налаже добровољно и свесно самоодрицање од материјалних, телесних и других потреба и угодности зарад виших, духовних вредности. Аскетизам је начин живота који одбацује „изопачење људске личности, безобзирно искориштавање природе и физичке средине и превазилази себичну тежњу да се троши све за себе, а не за заједницу”.

## Аскеза у филозофији
Киници су пропагирали аскезу као захтев за што мањим бројем потреба, док су је стоици упражњавали као средство које омогућује прави живот у складу са природом. У индијској филозофији аскеза се сматра средством спознаје.

## Аскетизам у будизму
За достигнуће истине посебно је важан подвиг. Ко не изврши подвиг, тај неће ни достићи истину. Како се ко труди, тако и достиже истину. Зато је подвиг посебно важан за достигнуће истине.— Готама Буда
Упражњавање аскетизма је било широко распрострањено у Индији Будиног доба. И сам Готама је био посвећен аскези у раздобљу пре просветљења. Он је био заокупљен телесним самоумртвљавањем као средством духовног достигнућа али пошто није стекао никакву духовну корист, напустио је такве праксе. Будистички став према аскетизму се отуда превасходно огледа у избегавању такве крајности, уз подједнако избегавање и супротне, хедонистичке. Према будизму, треба следити Средњи пут. 
Живот будистичког монаха прожет је самодисциплином, али екстремни аскетизам је забрањен. Следећи видови понашања се препоручују као помоћ у унапређивању духовног постигнућа: (1) ношење похабане одоре; (2) ношење највише три одоре; (3) прошња хране; (4) неизбирљивост међу кућама у округу које нуде храну као милодар; (5) узимање само једног оброка сваког дана; (6) конзумирање оброка искључиво из зделе за милодаре; (7) одбијање додатних понуда хране; (8) живот у шуми; 
(9) живот под дрветом; (10) живот под ведрим небом; (11) живот на гробљу; (12) задовољство својим боравиштем; (13) предност спавању у седећем, а не у лежећем положају. 
Чак и код упражњавања оваквих видова понашања ипак се наглашава да монах све то мора да чини из умерености, задовољства, чистоте итд, а не ради доказивања или спољашњег показивања. Међутим, и унутар самог будизма постоје значајне разлике. Тако је будизам уведен у Кину и Јапан заговарао строгу дисциплину тела и ума, а неке струје су забраниле конзумирање меса, и било какав вид угађања самом себи. Многи монаси у будистичким манастирима упражњавали су аскетизам уз интензивну медитацију.

## Аскетизам у хришћанству
Према хришћанском схватању, посебно православном, аскетизам је пракса задобијања врлина кроз духовни и физички подвиг: пост, молитву, бдење, тиховање и самоодрицање. Наравно, хришћанска аскеза не може се ограничити на морални подвиг да се чини добро и избегава зло. Суштина подвига је одрицање од пролазног света и његових уживања у циљу задобијања унутрашњег мира Царства Божијег. Стога је аскетски подвиг духовна борба да се поново досегне живот какав је био пре пада у грех, кад дух владаше над телом и природом. Хришћански аскетизам се сматра сталном припремом за што јаче искуствовање већ примљене благодати крштења. Аскеза стога претпоставља стално вежбање промене правца духовнога живота: „телесни човек” умире да би се родио „духовни човек” (1. Кор. 15,42-53). Хришћани сматрају да се само одрицањем од „телесне навике” (1. Тим. 4,8) могу ослободити силе духа за чињење врлина.
У почетку су хришћански аскети, одвајајући се од света, остајали у својим домовима, усамљујући се у неком кутку и предајући се молитви, богомислију, посту, бдењу и свим подвизима. Током времена многи подвижници почеше да напуштају своје породице и да се удаљују из градова и села, проводећи живот у усамљености. Користили су природне пећине, запуштене гробове, или посебно направљене омање келије. Временом је устаљивање скупина аскета на одређеним местима довело до настанка монаштва.

## Световни аскетизам
Поред религијског, постоје и световни облици аскетизма. Чести видови аскетске праксе су и код хакера, научника и уметника који гладују, односно редукују своје телесне потребе, да би што више времена и труда посветили науци односно филозофији или уметности. Многи професионални спортисти се такође уздржавају од разних врста хране, секса и других задовољстава зарад постизања боље менталне и физичке спреме. Постоје и читаве поткултуре (попут стрејт еџа) које такође воде живот уздржавања од алкохола, цигарета, дрога и промискуитета.